# U 135 (U-Boot, 1918)
U 135 war ein deutsches U-Boot der Kaiserlichen Marine.

## Geschichte
U 135 gehörte zu einer Bauserie von vier Booten, die bei der Kaiserlichen Werft Danzig entstanden. Acht weitere sehr ähnliche Boote waren bei der Germaniawerft in Kiel und der AG Weser in Bremen im Bau. Der Entwurf selbst entstand unter der Bezeichnung „Projekt 42“. Das Boot wurde am 4. November 1916 in Danzig auf Kiel gelegt, lief am 8. September 1917 vom Stapel und stellte am 20. Juni 1918 unter Johannes Spieß in Dienst.
Nach längeren Probefahrten und Restarbeiten lag U 135 am Ende des Krieges immer noch in der Heimat. Am 9. Oktober 1918 war es der III. U-Flottille in Wilhelmshaven zugeteilt worden. Am 22. Oktober wurde das Boot zur Einsatzbasis Helgoland verlegt. Von hier sollte U 135 an einer geplanten Aktion der Hochseeflotte teilnehmen. Doch am 24. Oktober lag das Boot wieder in Wilhelmshaven und am 31. Oktober auf der Schillig-Reede. Am 6. November kehrte es nach Wilhelmshaven zurück und wurde beauftragt bei der Niederschlagung des Aufstands in der Marine mitzuwirken. Zusammen mit der IV. Torpedoboots-Halbflottille beendete U 135 die Meuterei an Bord der Linienschiffe Thüringen und Helgoland, indem man mit der Versenkung beider Schiffe drohte. Nach dem Krieg wurde es an Großbritannien als Kriegsbeute übergeben.
U 135 unternahm keine Feindfahrten und konnte demnach keine Erfolge gegen feindliche Schiffe verzeichnen.
Der Entwurf von U 135 wurde später von U-Boot-Bauern als vorbildlich anerkannt und diente als Vorbild beim Bau der US-U-Boote Cachalot und Cuttlefish.

## Verbleib
Bevor das Boot zur Abwrackung durch die Royal Navy abgeholt wurde, entnahmen Studenten der Universität in Loughborough, Leicestershire, unter der Leitung von J. F. Driver die Antriebsmotoren und diverse andere Bauteile. Diese Teile wurden dann in einer Holzhütte in der Packe Street in Loughborough wieder zusammengesetzt und im Jahr 1937 in einer Generatorstation bis zu ihrer Außerbetriebnahme 1949 eingesetzt.
Im Jahr 1921, bei Überführung zur Abwrackung, lief das Boot auf Grund und ging verloren.